# Fintan Magee
Fintan Magee (Lismore, Australia, 1985) es un artista callejero australiano conocido por sus murales en toda Australia y el mundo. Nació en Lismore, Nueva Gales del Sur y creció en Brisbane, ganándose una reputación como autor de graffitis antes de obtener un título en Bellas Artes y mudarse a Sidney.

## Obra

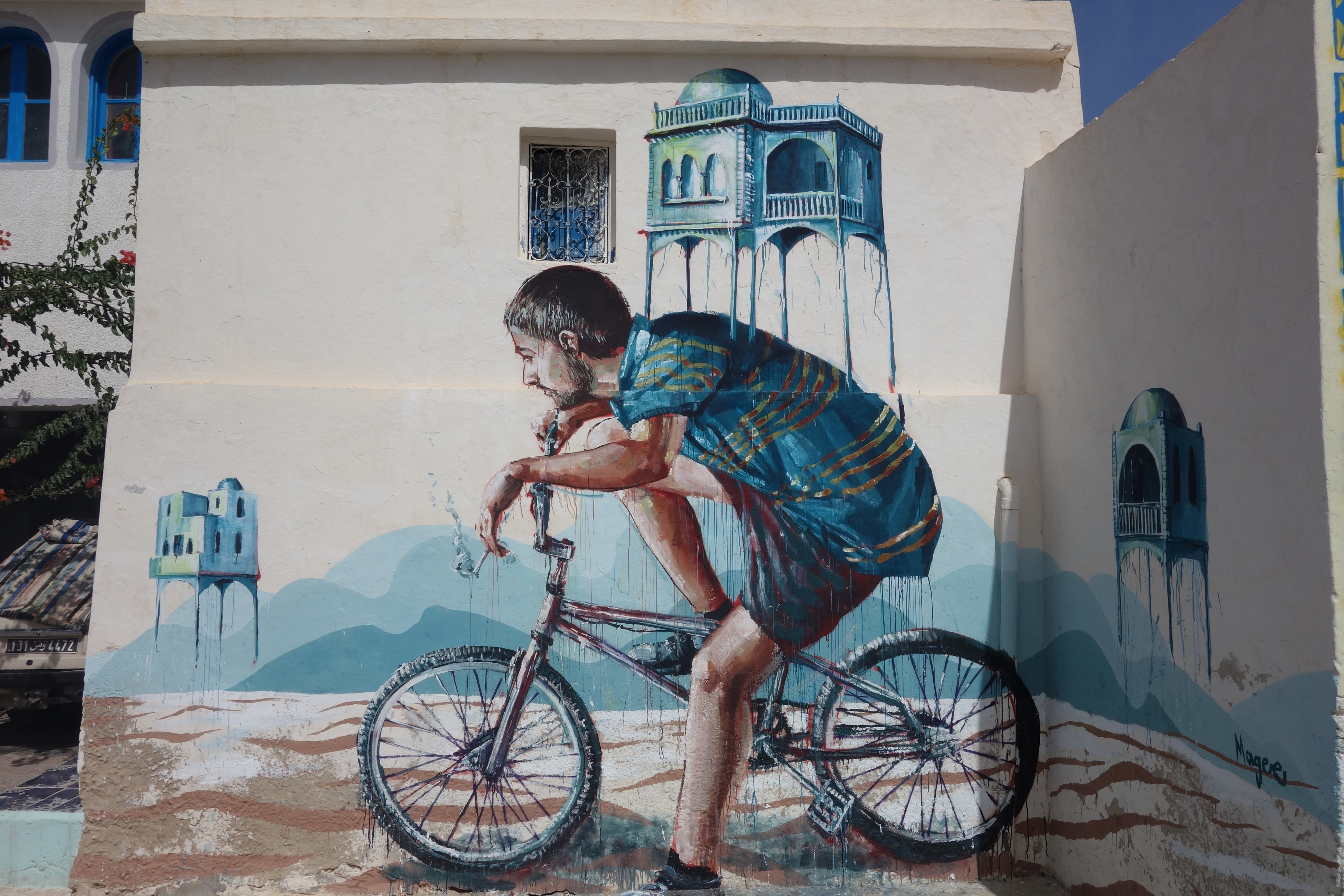
Mural de Fintan Magee en Djerbahood, Túnez

Magee ha sido denominado como el "Banksy de Australia" por algunos medios de comunicación aunque él ha declarado en varias entrevistas que no le gusta tal comparación.
Su trabajo a menudo trata temas medioambientales. En 2015, realizó una exposición individual en la Backwoods Gallery de Melbourne que giró en torno a sus propias experiencias personales en las inundaciones de Brisbane de 2011. A menudo utiliza historias personales para hablar de temas más amplios como el cambio climático y la crisis migratoria.
Ha recibido reconocimiento nacional por su obra mural que representa a Felix Baumgartner en Brisbane, y ha participado en varios festivales de arte callejero en Australia y en el extranjero. Junto con otros reconocidos artistas callejeros de toda Australia, Magee contribuyó al programa "First Coat" de Toowoomba.

## Antecedentes familiares
Fintan tiene ascendencia irlandesa, inglesa y australiana. Su padre es de Derry en Irlanda del Norte y su madre nació en Inglaterra. Su abuelo materno, que era de Woollahra, Sidney, tenía un estudio de arquitectura en Ghana, África Occidental.

## Lectura adicional
- "Dentro del mágico mundo del 'Banksy ' australiano , The Daily Telegraph Sydney, 25 de marzo de 2014
- "Del Westend a las comparaciones con Banksy", Brisbane Times, 24 de marzo de 2014
- "Presentación de Fintan Magee en la Galería Varsi"